# رانيس
رانيس (بالألمانية: Ranis) هي town with fewer than five thousand inhabitants و بلدة ألمانية تقع في ألمانيا في Ranis-Ziegenrück. يقدر عدد سكانها بـ 1,919 نسمة .

## المدن التوأمة
مدينة Rudersberg هي مدينة توأمة لـرانيس.